# Troy McLawhorn
Troy McLawhorn (født 4. november 1968) var engang guitarist i bandet DoubleDrive. DoubleDrive blev opløst i december 2003, og i 2004 begyndte McLawhorn at spille på fuld tid sammen med Dark New Day, et band han hjalp med at danne i 1995 og som så blev inaktivt nogle år. I maj 2007 blev McLawhorn udnævnt som Evanescences nye guitarist i stedet for den tidligere guitarist John LeCompt. Han vil spille live sammen med Evanescence indtil i hvert fald september 2007. Han vil stadig forblive et medlem af Dark New Day, mens han er i Evanescence.